# GNU Mailman
Mailman est un logiciel serveur pour gérer les listes de diffusion et les newsletters. C'est un logiciel du projet GNU distribué sous licence GPL.

## Historique
Mailman est un gestionnaire de liste de diffusion initialement développé par John Viega en langage Python, avec des modules en langage C pour en améliorer la sécurité. Il intègre alors des fonctions d'archivage, d'encapsulation de message telle que définie dans la RFC934, l'envoi de multiples messages dans un seul courriel via MIME digest delivery, l'administration de listes par commandes envoyées par courriel telle qu'utilisée par Majordomo , filtrage et détection de pourriel et modération de listes de discussions. Chaque liste dispose d'une page dédiée pour son administration et son accès, selon les droits dont dispose le compte.
Le 22 novembre 2000 est publiée la version 2. Elle est coordonnée par Barry Warsaw sous forme d'un seul logiciel en Python 2, et une interface web rudimentaire pour gérer l'inscription et l'administration des listes de discussions, avec un archivage qui intègre le logiciel Pipermail. Il est interfaçable via des scripts dans d'autres langages tels que Perl.
En avril 2015 est publiée sa version 3 à la suite de la PyCon North America. Cette version associe 5 projets :
- le serveur Mailman core, développé en Python 3, gère le moteur ;
- mailman.client gère l'API REST en Python 2.6 ;
- HyperKitty, développé en Python 2, est le projet Django qui gère l'archivage. L'architecture de l'interface est coordonnée par Máirín Duffy and Karen Tang ;
- Postorius est le projet Django qui gère l'administration et la configuration des listes ;
- bundler est un ensemble de scripts pour faire fonctionner les projets ensemble.

La configuration est enregistrée dans une base de données SQL, par défaut SQLite et les mots de passe sont hachés avant enregistrement. Cette version 3 a pour but d'apporter les mêmes fonctionnalités que Mailman 2, bien que les fonctionnalités de la version 2.1 ne soient alors pas encore toutes intégrées telles que l'internationalisation. L'installation de l'ensemble de la suite demande lors de son lancement l'installation de Python 2 et Python 3.

## Mailman
La dernière version 2.1.39 de Mailman est publiée sur LaunchPad le 13 décembre 2021,. Elle fonctionne sous GNU/Linux, BSD et OS X. Cette version est distribuée selon les termes de la licence publique générale GNU version 2 ou ultérieure et aucune nouvelle fonctionnalité ne sera ajoutée.

## Mailman Suite
La version 3 est une suite logicielle développée avec Django (framework). Les codes sources correspondants aux briques du logiciel sont disponibles sur GitLab. La version 3.3.9 est publiée le 20 octobre 2023. Cette version est distribuée sous les conditions de la licence GPL version 3 ou ultérieure (GPL-3.0+).